# Butano
O butano é um hidrocarboneto saturado da família dos alcanos e de fórmula C4H10. É obtido mediante o aquecimento lento do petróleo. É um gás incolor, inodoro e altamente inflamável. Existe sob duas formas isômeras: o n-butano e o isobutano ou 2-metilpropano.

## Utilização
O butano está presente no gás liquefeito de petróleo (o gás de cozinha, fornecido via tubulação ou em botijões), que é uma mistura de gases, cujo principal componente é o propano.
Uma vez que o butano é inodoro, por convenção - e para que possamos distingui-lo de outro gás - adiciona-se a ele uma substância de cheiro específico (etanotiol). O vazamento de gás butano pode produzir asfixia, por expulsar o oxigênio do ambiente, pois, ao contrário da maioria dos gases, a densidade do butano corresponde a aproximadamente o dobro da densidade do ar atmosférico.

## Química
O termo "butano" pode referir-se tanto aos dois isômeros estruturais, n-butano e isobutano, CH(CH3)3, como à mistura desses isômeros. Todavia, na nomenclatura IUPAC, "butano" designa apenas o isômero n-butano.
- Estruturas dos dois isômeros do butano

| n-Butan  | i-Butan  |
| n-Butano | i-Butano |

Sua molécula é apolar (por ser um hidrocarboneto), portanto, não é solúvel em água com óleo. Outras misturas de hidrocarbonetos obtidas a partir do petróleo, como a gasolina, o querosene ou o diesel, são igualmente homogêneas e insolúveis em água. As ligações intermoleculares do butano - como todos outros hidrocarbonetos apolares - são feitas pelas forças de van der Waals por dipolos temporários, que são as mais fracas das ligações intermoleculares. Por isso, as temperaturas de fusão e ebulição são menores que de outros componentes.

## Obtenção
O n-butano é obtido por destilação sob pressão do GLP, bem como pela purificação do gás natural.

## Efeitos e problemas para a saúde
A inalação do butano pode causar euforia, sonolência, narcose, asfixia, arritmia cardíaca, flutuações na pressão sanguínea e perda de memória temporária. Quando inalado diretamente de um recipiente altamente pressurizado pode resultar em morte por asfixia e fibrilação ventricular, com a rápida intoxicação sanguínea.